# Combat Zone Wrestling
Combat Zone Wrestling, vanligtvis förkortat CZW är ett amerikansk fribrottningsförbund grundat 1998 av John Zandig i Philadelphia, Pennsylvania. De är kända för "hardcore wrestling" och matcherna är ofta grafiska med mycket blod och våld och fribrottarna använder diverse tillhyggen så som stolar, stegar, bord, häftstift, taggtråd, lysrör och glasföremål.
Några av deras största profiler genom åren har varit fribrottarna Necro Butcher, Justice Pain, Nick Gage, Nate Hatred, Joker, "Mr Insanity" Toby Klein, Ruckus och "Spyder" Nate Webb.